# Bilbéis
Bilbeis (en copte : Phelbs ; en arabe بلبيس) est une ancienne cité fortifiée sur le bord est de la partie sud du delta du Nil en Égypte. La cité fortifiée faisait partie de l'ancien évêché de Phelbes.
La ville est petite en étendue mais très dense en population, avec plus de quatre cent mille habitants. Elle héberge le complexe académique de l'armée de l'air égyptienne, qui contient la plus grande école publique d'Al-Zafer. La mosquée de Sadat Qureish, l'une des plus anciennes mosquées d'Egypte, est localisée à Belbeis.

## Histoire
La cité a joué un rôle lors des campagnes pour le contrôle du vizirat fatimide : d'abord en 1164, quand Shirkuh est assiégé par les forces combinées de Shawar et d'Amaury Ier de Jérusalem pendant trois mois ; puis de nouveau en 1168, quand la ville est prise au bout de trois jours par l'armée d'Amaury, le 4 novembre : celle-ci massacre tous les habitants sans discrimination. Ces atrocités révoltent les égyptiens coptes, qui considéraient jusqu'alors les Francs comme des libérateurs et qui souffrent autant que les habitants musulmans de Bilbéis. Les coptes cessent alors de soutenir les croisés et rejoignent leurs voisins non chrétiens contre les étrangers.

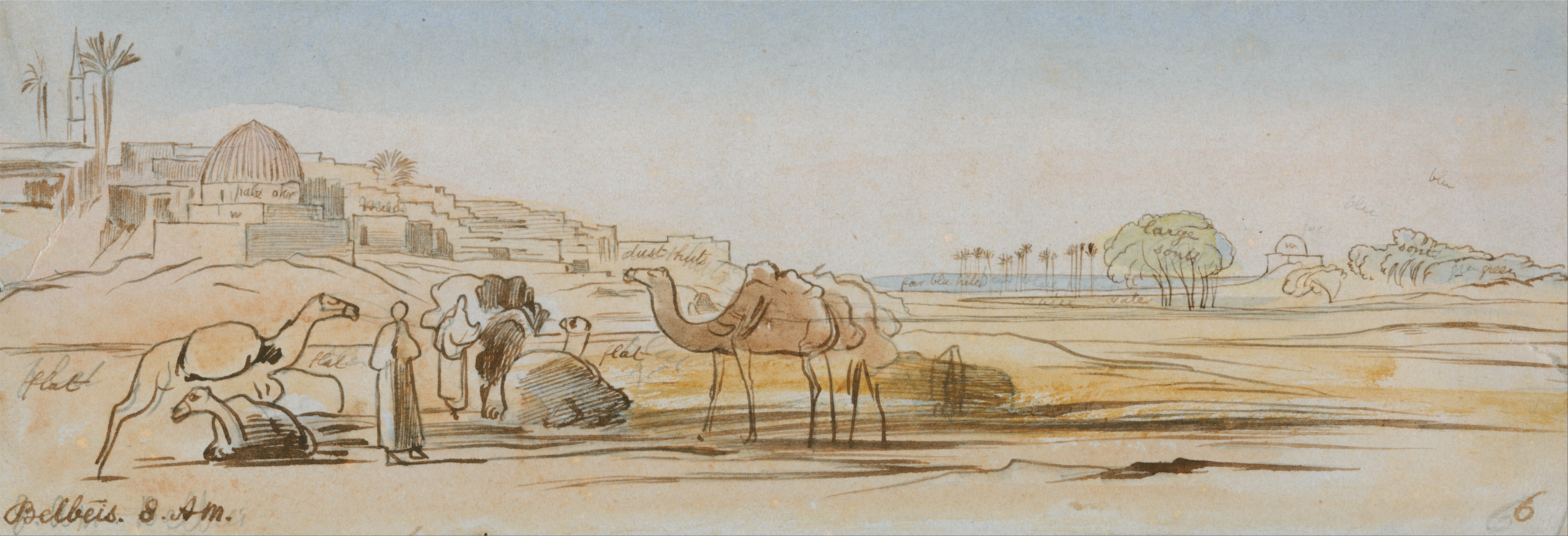
Belbeis d'’Edward Lear, 1867 (aquarelle et encre sur papier).

En 1798, ses fortifications sont reconstruites sur l'ordre de Napoléon Bonaparte.

## Climat
Bilbeis est classée comme "désert chaud" par le système de classification climatique Köppen-Geiger (BWh), proche du climat global de l'Egypte.
| Mois                            | Jan  | Fev | Mar  | Avr  | Mai  | Jui  | Juil | Aou  | Sep  | Oct  | Nov  | Dec | Année |
| ------------------------------- | ---- | --- | ---- | ---- | ---- | ---- | ---- | ---- | ---- | ---- | ---- | --- | ----- |
| Températures moyennes élevée °C | 18.7 | 20  | 23.7 | 27.9 | 31.7 | 34.5 | 34.2 | 34.1 | 31.8 | 30.1 | 25.3 | 21  | 27.8  |
| Températures moyennes basse °C  | 7.5  | 7.7 | 10   | 12.6 | 16.1 | 19.5 | 20.9 | 21.2 | 18.9 | 16.8 | 14.3 | 9.2 | 14.6  |
| Précipitations moyennes mm      | 7    | 3   | 3    | 1    | 1    | 0    | 0    | 0    | 0    | 2    | 4    | 4   | 25    |

## Source
- (en) Cet article est partiellement ou en totalité issu de l’article de Wikipédia en anglais intitulé « Bilbeis » (voir la liste des auteurs).
  - (en) Hamilton Gibb, The Life of Saladin : Based on the Works of Baha' Ad-Din Ibn Shaddad and 'Imad Ad-Din Al-Isfahani, Oxford University Press, 2006, 94 p. (ISBN 978-0-86356-928-9).